# Aleksandr Tvardovski
Aleksandr Tvardovski   (Zagorje, 8 de juny de 1910 (Julià) - Vatutinki, 18 de desembre de 1971), nom complet amb patronímic Aleksandr Trífonovitx Tvardovski (rus: Алекса́ндр Три́фонович Твардо́вский, AFI / ɐlʲɪkˈsandr ˈtrʲifənəvʲɪtɕ tvɐrˈdofskʲɪj /), fou un escriptor, poeta i periodista rus i soviètic, redactor en cap de la revista Novi Mir (1950-1954; 1958-1970). El seu nom pot aparèixer transcrit també com a Aleksandr Trifonovich Tvardovski, Alexander Tvardovsky o Aleksandr Tvardovskij.

## Biografia
Tvardovski va néixer a Zagórie, gubèrnia de Smolensk. a la família del ferrer del poble Trífon Gordéievitx Tvardovski (1881-1949) i de Maria Mitrofànovna (nascuda Pleskatxévskaia, 1888-1965) En el moment del seu naixement, la família vivia en una granja que el seu pare havia comprat a terminis del banc de terres dels pagesos. La granja estava situada en terres pobres, però el pare de Tvardovski estava encantat i estava orgullós del que havia adquirit durant anys de treball dur. Va transmetre aquest amor i aquest orgull a Aleksandr. El germà menor del poeta fou Ivan Trífonovitx Tvardovski (1914-2003), posteriorment escriptor rus, artesà de la fusta i dissident.
El pare de Tvardovski era un home ben llegit i intel·ligent que llegia sovint amb Aleksandr i la resta de la família. Des de molt jove, Aleksandr es va familiaritzar amb les obres d'Aleksandr Puixkin, Nikolai Gógol, Mikhaïl Lérmontov, Nikolai Nekràssov, Aleksei Konstantínovitx Tolstoi, Ivan Nikitin, Piotr Ierxov i altres, que es llegien en veu alta a casa seva. Va començar a compondre poesia encara molt jove. Als 13 anys, va mostrar alguns dels seus poemes a un jove mestre que li va fer crítiques enganyoses, tot dient-li que la poesia s'hauria d'escriure tan incomprensiblement com fos possible. El seu primer poema publicat fou Nóvaia izbà (rus: Новая изба, "La cabana nova"), que fou imprès al diari Smolénskaia derévnia (rus: Смоленская деревня, "El llogaret de Smolensk"). Després de la seva publicació, va recopilar els seus poemes i els va mostrar al poeta Mikhaïl Issakovski. Més tard, Aleksandr va reconèixer la influència d'Issakovski i va dir que havia estat l'únic poeta soviètic que li havia tingut un efecte beneficiós sobre ell.
Va abandonar l'escola del poble a causa de la pobresa després d'haver assistit a només quatre classes i es va dedicar completament a la literatura. Als 18 anys va anar a Smolensk, però no va poder trobar feina literària. L'hivern de 1930, després de visitar Moscou, va tornar al seu poble natal. Durant aquest període, va ingressar en un Institut Pedagògic amb l'ajut d'un funcionari del partit, però no hi va acabar els seus estudi. Va acabar la seva formació més tard a l'Institut d'Història, Filosofia i Literatura de Moscou. El seu poema Stranà Muràvia (rus: Страна Муравия, "La terra de Muràvia") va ser escrit en 1934–36 i va ser rebut favorablement pels crítics. Aquest poema, juntament amb el seu altre poema narratiu primerenc, Put k sotsializmu (rus: Путь к социализму, "El camí cap al socialisme") del 1931, on retrata la col·lectivització de Stalin com un presagi del "futur brillant". Tot i que els seus pares, juntament amb els germans TvardovskI, van ser desposseïts i exiliats, i el seu khútor fou cremat pels seus vilatans, ell mateix va donar suport a la col·lectivització de les granges camperoles. Va ser guardonat amb el Premi Stalin per Strana Muràvia. El 1930, després que Aleksandr s'hagués traslladat a Smolensk, el seu pare va fugir de la casa familiar per por de ser arrestat. El 1931, a més d'Aleksandr, tota la família va ser deportada de Zagórie. La família va passar diversos anys vagarejant d'un lloc a un altre, dividint-se i reunint-se, buscant feina i seguretat. Alguns d'ells van passar algun temps en camps de treball. Orlando Figes descriu la sensació de descontentament d'Aleksandr en la forma en què la seva família havia estat tractada mentre temia per si mateix, la seva carrera i els seus èxits creatius si volia ajudar-los activament. L'agost de 1931, quan el seu pare i el seu germà van arribar inesperadament a Smolensk mentre treballava, Aleksandr va trucar la policia i el seu pare va ser arrestat. És molt probable que si Tvardovski hagués estat vist ajudant el seu pare kulak (un element perillós i criminal als ulls de molts), hauria estat arrestat al costat del seu pare. Tvardovski va reconèixer la culpabilitat que sentia sobre el seu pare en el seu darrer poema, Po pravu pàmiati (rus: По праву памяти, "Pel dret de memòria" 1968).
El 1939 va participar en la marxa cap a Belarús Occidental i també a la Guerra d'Hivern, on va formar part d'una "brigada d'escriptors" que va compondre un vers patriòtic. Es va afiliar al Partit Comunista de la Unió Soviètica el 1940 i va ser corresponsal de guerra durant la Segona Guerra Mundial. A principis de la guerra, va començar a treballar independentment en el seu poema Vassili Tiorkin. Durant els anys de la postguerra, va treballar com a redactor en cap de Novi Mir, una influent revista literària. Es va convertir en el redactor en cap de Novi Mir el 1949. Va ser acomiadat del seu càrrec el 1954 per publicar articles oficialment inacceptables de Vladímir Pomeràntsev, Fiódor Abràmov i Mark Sxeglov. Va esdevenir redactor en cap al juliol de 1958.
Tvardovski va lluitar dur per mantenir la tradicional independència que tenia Novi Mir, fins i tot contra la desaprovació oficial. Durant la seva edició, la revista va publicar El desglaç d'Ilià Erenburg el 1954, El casament de Vólogda (rus: Вологодская свадьба) d'Aleksandr Iaixin el 1962, i Un dia d'Ivan Deníssovitx d'Aleksandr Soljenitsin el 1962. Durant aquests anys, la revista Oktiabr, amb l'editor en cap Vsévolod Kótxetov, fou la contrapart pro-soviètica, anti-occidental i anti-liberal de la Novi Mir de Tvardovski.
El 1963, Tvardovski va publicar un curt poema satíric titulat "Tiorkin a l'altre món", rus: Тёркин на том свете, Tiorkin na tom svete, on Tiorkin descobreix que l'infern és molt semblant a la vida quotidiana a la Unió Soviètica.
Tvardovski va rebre el Premi Stalin (1941, 1946, 1947), el Premi Estatal de l'URSS (1971) i el Premi Lenin (1961) pel seu ampli poema "La llunyania més enllà de la llunyania" (rus: За далью – даль, Za dàliu – dal; 1950-60), una col·lecció d'impressions poètiques i meditacions sobre la vida russa concebudes per primera vegada durant un viatge pel Ferrocarril Transsiberià. En aquest poema, escrit al punt culminant del desglaç de Khrusxov, l'escriptor condemna Stalin i, com en el llibre "Lírica escollida d'aquests anys. 1959-1968”(1969), rus: Из лирики этих лет. 1959–1968, reflexiona sobre el moviment del temps, el deure de l'artista, la vida i la mort. El culte a la personalitat de Stalin i les seves conseqüències es discuteixen al capítol "Va ser així", rus: Так это было, i es menciona la rehabilitació de les persones reprimides il·legalment sota Stalin en el capítol "Un amic de la infància", rus: Друг детства.
El 1970, Tvardovski va abandonar Novi Mir, tot i que va ser guardonat amb l'Orde de la Bandera Roja "pels serveis per al desenvolupament de la poesia soviètica" aquest mateix any i el Premi Estatal de Literatura en l'any de la seva mort, 1971, a Moscou. Poc després d'abandonar Novi Mir, Tvardovski va patir un ictus, que li va provocar una pèrdua de mobilitat i de la parla. Ja a l'hospital, li fou diagnosticat un càncer de pulmó avançat. L'escriptor va morir el 18 de desembre de 1971 al poble d'estiueig de Kràsnaia Pakhra, óblast de Moscou. Va ser enterrat al cementiri de Novodévitxi de Moscou.

## Llegat

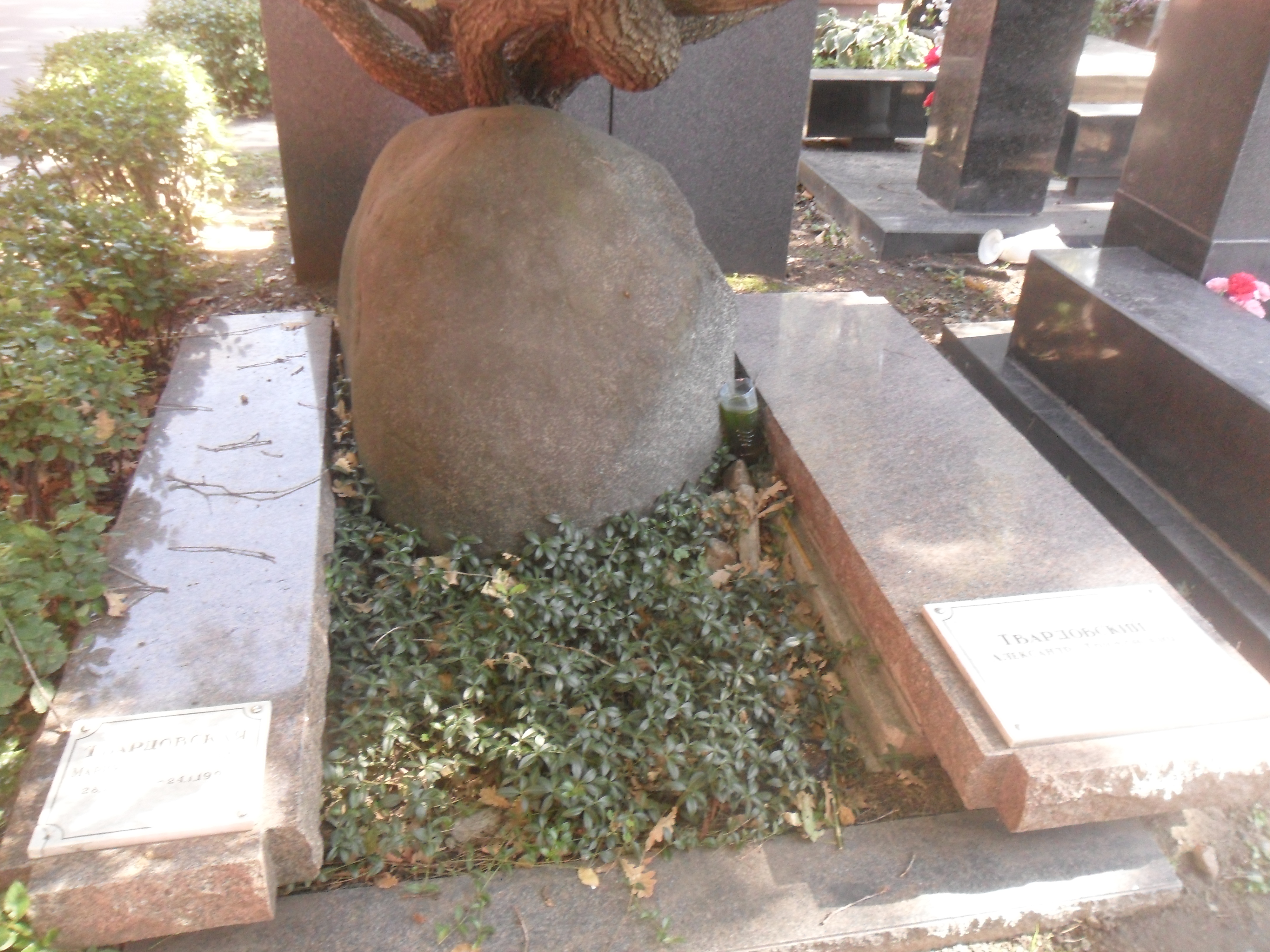
La tomba de Tvardovski al cementiri de Novodévitxi a Moscou.

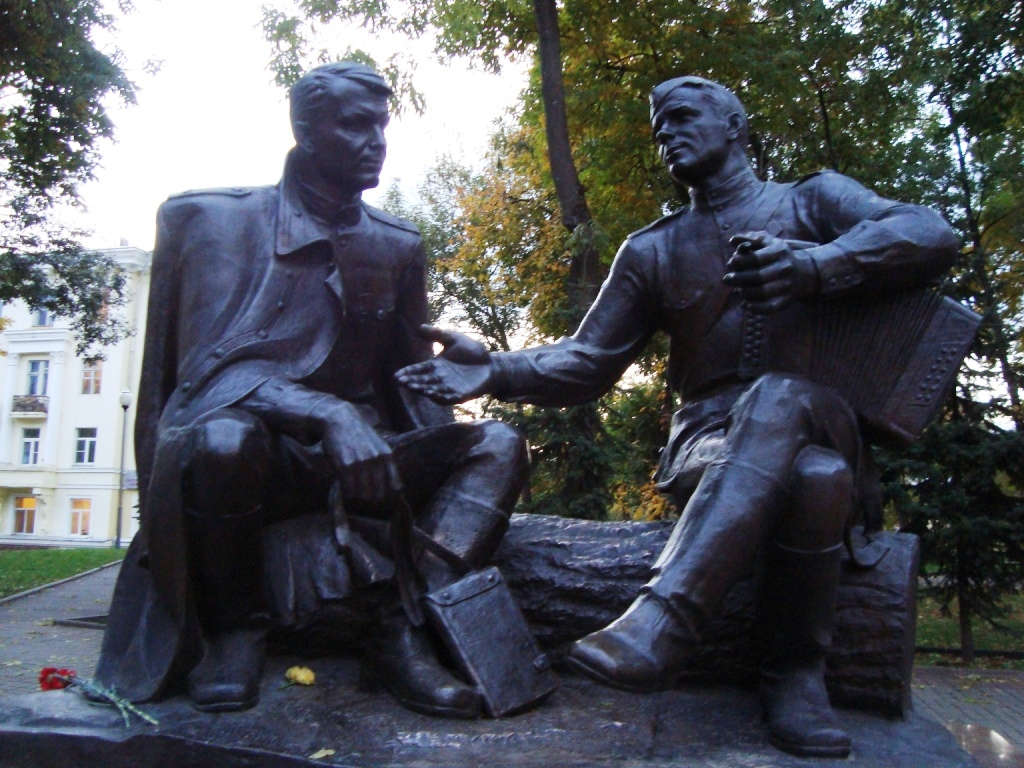
Monument a Tvardovski i Vassili Tiorkin a Smolensk.

El poema més popular de Tvardovski, Vassili Tiorkin (rus: Василий Тёркин), conegut també com a Un llibre sobre un combatent (rus: Книга про бойца, Kniga pro boitsà) (1941–1945), parla d'un soldat ordinari a la Gran Guerra Patriòtica. Curull d'humor, el poema era un himne a l'optimisme i l'enginy del soldat rus. Destaca entre altres obres d'aquest moment per la completa absència de propaganda ideològica, i de referències a Stalin i al partit. A mesura que s'escrivien els capítols, s'imprimien al diari del Front Occidental Krasnoarméiskaia Pravda. Els episodis només estan relacionats entre si pel personatge principal: l'autor pressuposava el fet que tant ell com el seu lector poden morir en qualsevol moment. Eren increïblement populars a les primeres línies del front. El poema va ser un dels atributs de la vida de primera línia, de manera que Tvardovski es va convertir en l'autor de culte de la generació militar. Tvardovski va rebre el seu segon Premi Stalin per Vassili Tiorkin.
El poema temàtic de la Segona Guerra Mundial de Tvardovski, Una casa a la vora del camí, rus: Дом у дороги, Dom u dorogui, va ser la base de la suite simfònica de 1984 de Valeri Gavrilin del mateix nom.
Un planeta menor, el 3261 Tvardovskij, descobert per l'astrònom soviètic Nikolai Stepànovitx Txernikh el 1979 rep el seu nom.